# Osage (volk)

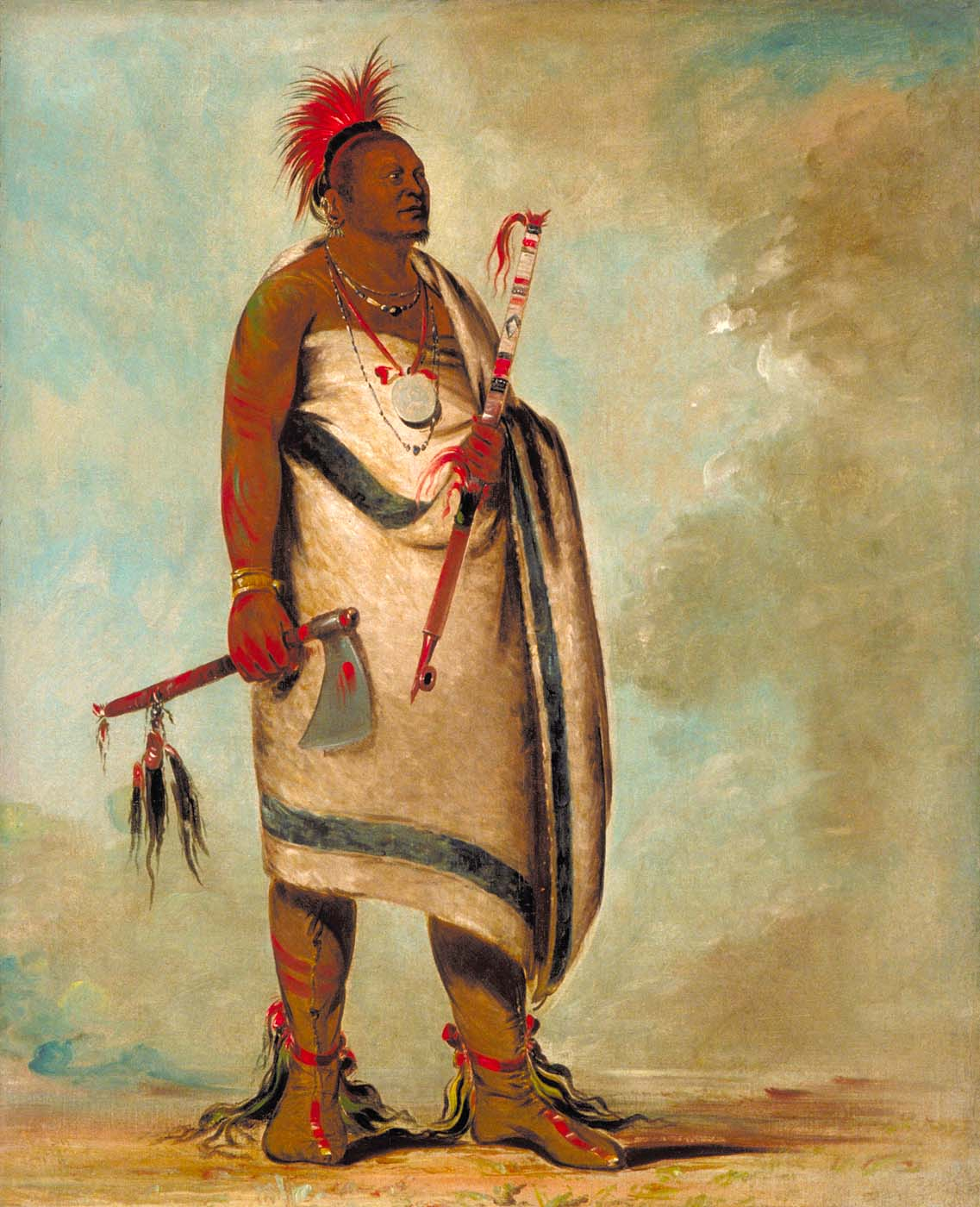
Shonka Sabe (Tehong-tas-sab-bee, Black Dog, zwarte hond). Chief van de Hunkah divisie van de Osage. Geschilderd in 1834 door George Catlin

Osage (volk) (Osage Nation, Wazhazhe, People of the Middle Waters, volk van de midden-wateren) is een indiaans volk van de Great Plains in het Midden-Westen van de Verenigde Staten. 

## Etymologie
De term 'Osage' is een Franse versie van de naam van het volk, dat kan worden vertaald als 'kalm water'. De Osage noemen zichzelf in hun inheemse Dhegihan Siouan taal Wazhazhe (Mid-waters, midden-wateren).

## Beschrijving
De 19e-eeuwse schilder George Catlin omschreef de Osage als 'het langste mensenras in Noord-Amerika, zowel met rode als witte huid; velen van hen zijn 6½ feet (1,98 m), en anderen 7 feet (2,13 m).'
De missionaris Isaac McCoy beschreef de Osage als een 'ongewoon woeste, moedige, krijgslustige natie' en zei dat ze de knapste indianen waren die hij ooit in het Westen had gezien.
'Ze zijn groot van gestalte en goed geproportioneerd, en een zeer krijgslustig volk' (dagboeken van Lewis en Clark).
'Ze zijn gigantisch van gestalte en goed geproportioneerd, zijn vijanden van de witten en van alle andere indiaanse naties en plunderen van de Illinois tot de Arkansas. (..) Ze zijn een wreed en woest ras, en worden door iedereen gehaat en gevreesd.' (An account of Louisiana: Being an Abstract of Documents in the Offices of the Department of State and of the Treasury, 1803)

## Geschiedenis
Het volk ontwikkelde zich rond 700 v.Chr. in de Ohio- en Mississippivalleien, samen met andere groepen van dezelfde taalfamilie. Na de 17e eeuw migreerden ze naar het westen en vestigden zich bij de samenloop van de Missouri en Mississippirivieren, toen Iroquois de Ohiovallei binnenvielen op zoek naar nieuwe jachtgronden.
In de Ohio Valley leefden de Osage oorspronkelijk tussen de sprekers van dezelfde Dhegihan taal, als de Kansa, Ponca, Omaha en Quapaw. Volgens onderzoekers veranderden de taal en cultuur van de volken waarschijnlijk na het verlaten van het gebied van de lagere Ohio. De Omaha en Ponca vestigden zich in Nebraska, de Kansa in Kansas en de Quapaw in Arkansas. 
Begin 19e eeuw waren de Osage de dominante macht geworden in het gebied, gevreesd door hun buren. Het volk beheerste het gebied tussen de Missouri en Red rivers, de Ozarks in het oosten en het voorgebergte van de Wichita Mountains in het zuiden. Ze leefden van de nomadische buffeljacht en van landbouw.
In de 19e eeuw werden de Osage door de Verenigde Staten met geweld gedwongen om van Kansas naar Indian Territory te verhuizen (Oklahoma), en de meerderheid van hun nakomelingen leven daar. 
In de 20e eeuw werd olie ontdekt op hun land. Ze hadden gemeenschappelijke mineraalrechten behouden tijdens het toewijzingsproces, en veel Osage werden rijk door de teruggave van leasing fees, die gegenereerd waren door hun headrights. Desondanks leden ze, tijdens de jaren 1920 en wat bekend stond als de Reign of Terror (heerschappij van terreur), door manipulatie, fraude en veelvuldige moorden door buitenstaanders, die hen maar al te gretig hun rijkdom wilden afnemen. Deze geschiedenis wordt weergegeven in de film Killers Of The Flower Moon  van regisseur Martin Scorsese. 
In 2011 bereikte de Natie een overeenkomst met de federale regering na een 11 jaar durende juridische strijd over langdurig mismanagement van hun oliefondsen.
In de 21e eeuw heeft de federaal erkende Osage Nation ca. 20.000 ingeschreven leden, waarvan er 6.780 verblijven in het jurisdictionele gebied van het volk. Leden wonen ook buiten het nation's tribal land in Oklahoma, in andere staten rond het land. Het volk grenst aan de Cherokee Nation in het oosten, de Muscogee Nation en de Pawnee Nation in het zuiden, en de Kaw Nation en Oklahoma proper in het westen.